# История на Швейцария
Швейцария, започнала историята си като Хелветска конфедерация е един от най-добрите примери за развитие сред европейските федерални държави. През 1291 тя е разделена на три кантона: Швиц, Ури и Унтервалд. До битката при Лаупен през 1339 те са под формалната власт на Кралство Германия. Мирният договор след нея остава в историята под името „Bundesbrief“, което в превод означава федерация. Швейцарският съюз, чието начало е поставено тогава, получава и името Голям съюз.

## Средновековие
През 14 век този съюз бил много успешен, добивайки независимост от Хабсбургите и Свещената римска империя. След победата над германския император Максимилиан II през 1499, сюзът става напълно независим и започва да налага принципа на неутралността. През 16 век съюзът вече се състои от 13 кантона.

## Наполеонови войни
Тази система действала в Швейцария до началото на Наполеоновите войни. По времето на Реформацията, въпреки активната дейност на реформатори като Жан Калвин и Улрих Цвингли, Швейцария успява да избегне вътрешни религиозни конфликти, каквито има в съседните държави. Малко преди началото на Наполеоновата ера, през 1798, Швейцария създава своята първа конституция. Конфедеративното разделение е премахнато, а държавата става унитарна. Кантоните се превръщат в обикновени административни единици.
През 1802 е наложена нова конституция, която премахва унитарността на Швейцария. В държавата започват размирици между унитаристите и федералистите. Наполеон решава да направи т.н. „посредствен акт“, който прави Швейцария унитарна държава с някои елементи на конфедеративно държавно устройство, с което кантоните придобили по-големи права и власт. Според решенията на Виенския конгрес през 1815, Швейцария била разделена на 22 кантона и имала конфедеративно държавно устройство.

## XIX век
Промяната на държавното устройнство на Швейцария от конфедерация към федерация става след гражданската война и промяната на конституцията. През 1847, кантоните с католическо вероизповедание формират свой собствен съюз, с намерение да се разделят от тези с протестантско такова. Така започва и гражданската война, която трае кратко време и взема малък брой жертви, около 100. През 1848 е приета нова конституция, в която е забранено всякакво делене на съюза.

## XX век
През август 1942 г. Хитлер описва Швейцария като „пъпка на лицето на Европа“ и като държава, която вече няма правото да същестува, осъждайки швейцарския народ като „издънка на нашия народ“. Затова Нацистка Германия и Италия планират Операция Таненбаум, инвазия в Швейцария, но тя не се случва.